# 1683

## Събития
- 3 май – Султан Мехмед IV влиза в Белград
- 14 юли – 140-хилядна османска войска обсажда Виена
- 12 септември – Битката при Виена- войските на полския крал Ян Собиески разбиват турците при Виена, което слага край на втората османска обсада на австрисйката столица
- в Солун, Османска империя е основана кабалистичната юдейска секта дьонме
- декември – замръзва река Темза

## Родени
- 28 февруари – Рене-Антоан Реомюр, Френски естествоизпитател
- 1 март – Каролина, кралица на Великобритания и Ирландия († 1737)
- 6 май – Джонатан Уайлд, английски престъпник
- 25 септември – Жан-Филип Рамо, френски композитор
- 10 ноември – Джордж II, крал на Великобритания и Ирландия († 1760)
- 19 декември – Филип V, крал на Испания († 1746)

## Починали
- Андреа Богдани, албански просветен и църковен деец
- 5 юли – Хатидже Турхан, валиде султан
- 30 юли – Мария-Тереза, кралица на Франция и Навара
- 6 септември – Жан-Батист Колбер, френски политик
- 12 септември – Алфонсу VI, крал на Португалия
- 18 ноември – Луи дьо Бурбон, граф дьо Вермандоа, френски принц, признат незаконен син на Луи XIV